# Поруба (округ Пр'євідза)
Поруба (словац. Poruba) — село, громада округу Пр'євідза, Тренчинський край. Кадастрова площа громади — 15.15 км².
Населення 1339 осіб (станом на 31 грудня 2020 року).

## Географія
Протікає Порубський потік.

## Історія
Поруба згадується 1339 року.

## Населення
| Рік:            | 1994. | 2004.   | 2014.   | 2024.   |
| --------------- | ----- | ------- | ------- | ------- |
| Кількість осіб: | 1258  | 1287    | 1294    | 1372    |
| Різниця:        |       | +2,30 % | +0,54 % | +6,02 % |

| Рік:            | 2023. | 2024.   |
| --------------- | ----- | ------- |
| Кількість осіб: | 1363  | 1372    |
| Різниця:        |       | +0,66 % |